# Треарије (Козенца)
Треарије је насеље у Италији у округу Козенца, региону Калабрија.
Према процени из 2011. у насељу је живело 267 становника. Насеље се налази на надморској висини од 945 м.